# Успенский сельсовет (Ирбейский район)
Успенский сельсовет - сельское поселение в Ирбейском районе Красноярского края.
Административный центр - деревня Успенка.

## Население
| 2010 | 2012 | 2013 | 2014 | 2015 | 2016 | 2017 |
| ---- | ---- | ---- | ---- | ---- | ---- | ---- |
| 128  | ↘127 | ↘122 | ↘121 | ↘118 | ↘111 | ↘104 |

## Состав сельского поселения
В состав сельского поселения входят 2 населённых пункта:
| № | Населённый пункт | Тип населённого пункта          | Население |
| - | ---------------- | ------------------------------- | --------- |
| 1 | Буинка           | деревня                         | 52        |
| 2 | Успенка          | деревня, административный центр | 76        |

## Местное самоуправление
Успенский сельский Совет депутатов
Дата избрания: март 2010 года. Срок полномочий: 4 года
Глава муниципального образования
- Азарова Ирина Ивановна. Дата избрания: март 2010 года. Срок полномочий: 4 года